# René Wedeward
René Carsten Wedeward (* 7. August 1976 in Köln) ist ein deutscher Schauspieler und Theaterpädagoge.

## Leben
René Wedeward wuchs in seinem Geburtsort Köln auf. Seine Schulausbildung schloss er 1995 mit der Fachoberschulreife ab. Von 2001 bis 2005 studierte er in der Fachrichtung Schauspiel an der Athanor Akademie für Darstellende Kunst in Burghausen. Seitdem arbeitet er als freier Schauspieler an verschiedenen Theatern. Er spielte unter anderem in Inszenierungen von Marcel Krohn (Rollen des Lodovico und des Montano in Shakespeares Othello), Peter Cahn (Clifford Bradshaw in Joe Masteroffs Cabaret), Andreas Lachnit (Rolle des Feuerspuckers Staubfinger in Cornelia Funkes Tintenblut und Tintentod), Judith Kriebel (Wurm in Friedrich Schillers Kabale und Liebe) und Volker M. Engel (König Claudius in Shakespeares Hamlet).
Zudem wirkte Wedeward in Hörspielen sowie Kino- und Fernsehfilmen mit, unter anderem als Kowalski in Fred Schöpfels Kommissar Kramer und als SS-Mann im US-amerikanischen Spielfilm Miracle at St. Anna von Spike Lee. Im September 2013 debütierte er am Essener Opernhaus, dem Aalto-Theater, als Schnauz und Wand in Heinz Spoerlis Ballett Ein Sommernachtstraum.

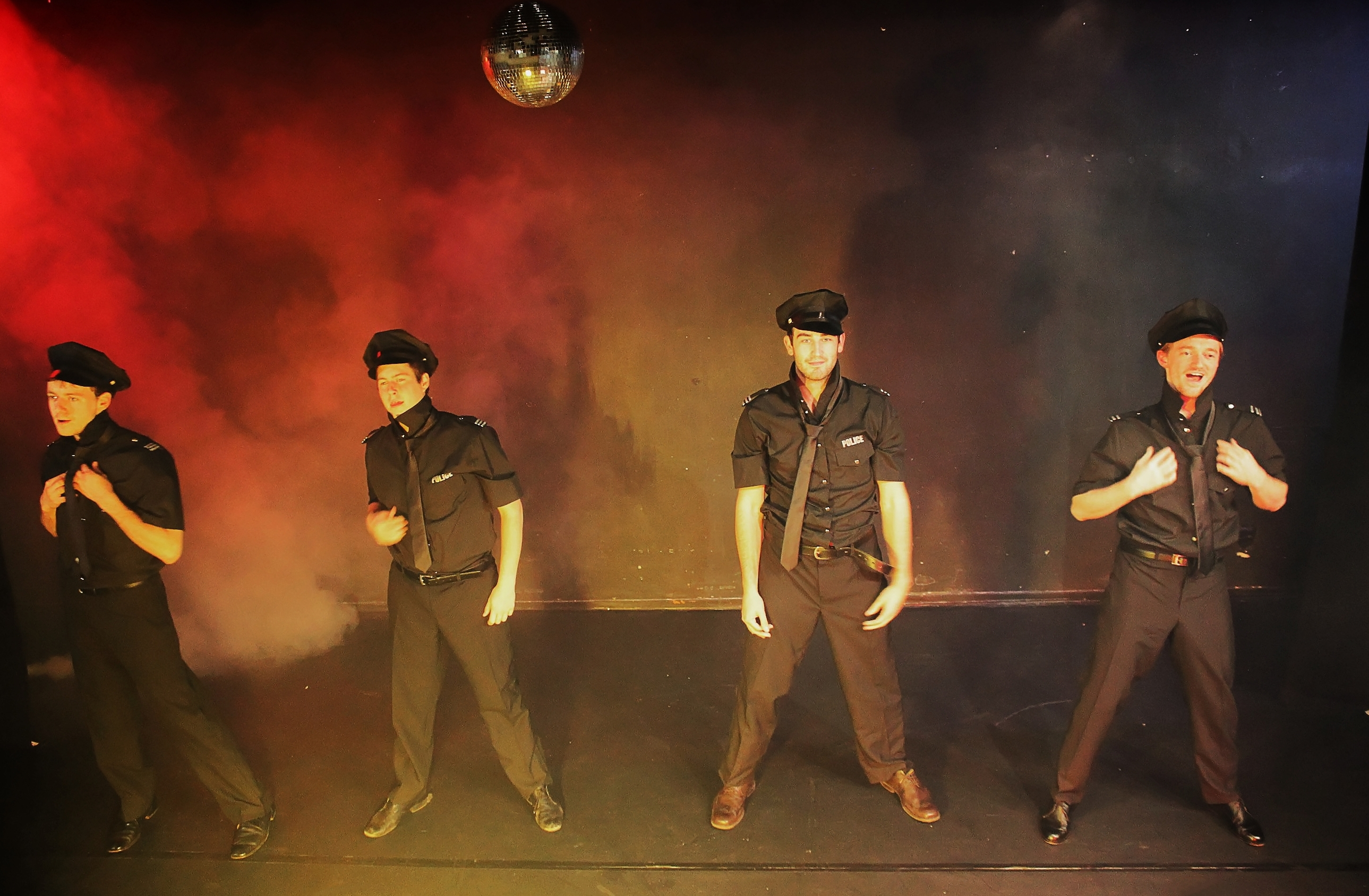
Szene aus einer Aufführung der Männer-Striptease-Komödie Ladies’ Night unter Regie von René Wedeward an der Studiobühne Siegburg (2013)

Daneben ist Wedeward als Theaterpädagoge für Szenenarbeit an der Schauspielschule Siegburg in der nahe bei Bonn gelegenen Kreisstadt Siegburg tätig  und übernimmt teils auch die Regieführung bei Inszenierungen am schuleigenen Theater, der Studiobühne Siegburg.